# Boletim informativo
Boletim informativo (newsletter em inglês) é um tipo de distribuição regular a assinantes e que aborda geralmente um determinado assunto. Generalizam-se cada vez mais os boletins informativos como mensagem eletrônica ou seja email que o usuário pode receber via Internet após efetuar um cadastramento em algum site.

## Características e utilização
Os boletins informativos são geralmente enviados por correio electrónico mas também podem ser enviadas por SMS, MMS ou outros tipos de comunicação electrónica.
Certas empresas os usam para fornecer novidades e informações. Este tipo de comunicação empresarial poderá ser útil para manter todos aqueles que tenham alguma relação com a empresa atualizados. É também encarada como uma forma simples e barata de fazer publicidade, tendo a grande vantagem que se pode considerar 'publicidade solicitada', uma vez que quem a recebe se inscreveu livremente na lista de destinatários que quer receber informações não específicas (não sendo propriamente obrigatório este aspecto) sobre a empresa.
Este tipo de serviço pode ainda servir de base a estudos levados a cabo pela empresa sobre tendências, comportamentos e gostos dos seus clientes.
Já os sites jornalísticos fornecem notícias.
Por vezes também podem ser um tipo de serviço de notificação da atualização de um tema, geralmente requisitada pelo visitante ao preencher um formulário, o que o motiva a voltar ao site quando algo lhe interessar.

## Cuidados
Contudo há que ter cuidado com o uso deste tipo de comunicação pois muitas vezes, sobretudo quando mal definidas perante o visitante do site na internet de onde são originárias, pois poderá servir como algo que afastará os visitantes do site, como um meio para um visitante que a definição e conteúdos desta não estivessem bem definidos a reportar como correio não solicitado.

## Forma
Muitas empresas com departamentos de TI têm colaboradores especializados na concepção dos boletins informativos, sendo que o cuidado no seu desenho, na gestão de conteúdos, na organização gráfica e no tipo de linguagem são aspectos de primordial importância.

### Desenho
Cuidado especial ao elaborar a estrutura do boletim informativo de forma a que este faça sentido à primeira vista e de forma a que o leitor se sinta confortável na procura da informação que pretende obter desta.

### Gestão de conteúdos
Coerência entre tópicos e sobretudo entre o boletim informativo e os conteúdos do site da internet de onde este é originário e também com a entidade que o gera de forma a não levantar falsos testemunhos relativamente à veracidade, autenticidade e atualidade do mesmo.